# 謝苗諾夫站
謝苗諾夫站（羅馬化：Semyonovskaya）是莫斯科地鐵的一個車站阿爾巴特－波克羅夫卡線的一個車站，開通於1944年。和同時竣工的游擊隊站相同，謝苗諾夫站也是以戰爭為裝飾主題。謝苗諾夫站舊名史達林站，在1961年因廢除對史達林的個人崇拜而改名。